# Пенистон, Сиси
Сиси́ Пе́нистон (англ. CeCe Peniston /siːˈsiː ˈpɛnistən/; полное имя: Cecilia Veronica Peniston; род. 6 сентября 1969, Дейтон, Огайо) — американская певица, «диско-дива». Её самым большим хитом остаётся песня «Finally», в начале 1990-х годов добравшаяся до 1 места в танцевальном чарте американского «Билборда» и до первой пятёрки в Billboard Hot 100.

## Биография
Родилась в Дейтоне в штате Огайо. Когда ей было девять лет, семья переехала в Аризону.
В 1989 году завоевала титул «Мисс чёрная Аризона».
В начале 1990-х годов подписала контракт с A&M Records. Её дебютный альбом Finally добрался до 36 места в США (в Billboard 200) и стал золотым по продажам. Одноимённая песня с него вошла в первую десятку в США (в Billboard Hot 100), а песня «We Got a Love Thang» в первую двадцатку.
Музыкальный сайт AllMusic отмечает, что тогда, в начале 1990-х, казалось, что Сиси Пенистон уготовлено стать королевой диско, его главной достопримечательностью и приманкой (т. е. пропагандисткой стиля диско среди любителей других жанров).